# Društvo crvenih klobuka
Društvo crvenih klobuka ili Društvo crvenih šešira (eng. Red Hat Society, pokrata RHS) međunarodna je udruga koju je 1998. godine osnovala glumica Sue Ellen Cooper u gradu Fullertonu u američkoj saveznoj državi Kaliforniji. Društvo je osnovano za sve starije žene, najčešće starije od 50 godina, koje se žele družiti i sklopiti nova prijateljstva na šalici čaja uz obavezno nošenje crvenog klobuka, koji je i zaštitni znak društva. Danas društvo ima više od 20.000 podružnica u SAD-u i 30 drugih država svijeta, u kojima je prijavljeno preko 70.000 članova. Društvo promiče i klobučarski obrt, a i same članice društva organiziraju radionice izrade klobuka. Službena krilatica društva glasi Red Hatters Matter, odnosno u prijevodu Crveni klobuci (šeširi) su važni.

### Dan društva i nagrada
Svake godine 25. travnja društvo slavi Dan Društva crvenih klobuka uz svečane čajanke, zabave i nagrađivanje i odlikovanje najaktivnijih i najzaslužnijih članica.
Stoga je 2011. godine uspostavljena i nagrada za Članicu društva godine. Nominirane mogu biti sve članice koje su istaknule u promociji društva ili koje su svojim aktivnostima i zalaganjem unaprijedili svoju okolinu ili podružnicu društva.
Nagrada Članica društva godine (eng. Red Hatter of the year) time je najviša nacionalna nagrada (trenutno se dodjeljuje samo u SAD-u) koja odaje priznanje i počast za vjernost, posvećenost i marljivi rad u promicanju vrijednosti ovoga društva. Dobitnice nagrade mogu biti samo članice društva, ne promataći (unatoč aktivnosti). Sljedeće članice društva koje su primile nagradu su:
- 2011. – Linda Theriot
- 2012. – Barb Lesiak
- 2013. – Mary Mimbs
- 2014. – Marilyn Cresci
- 2015. – Floretta Gaines

## Rasprostranjenost
Društvo se iz SAD proširilo na druge velike svjetske države. Prema popisu članova iz 2011. godine, društvo je prisutno u sljedećim državama svijeta:
Sjeverna Amerika
- Argentina
- Ekvador
- Kanada
- Meksiko
- SAD - država osnivačica društva s najviše podružnica i članica
- Panama
- Peru
- Trinidad i Tobago

Azija
- Japan
- Indija
- Republika Kina

Afrika
- Namibija
- JAR

Nepriznati teritoriji
- Guam

Australija i Oceanija
- Australija
- Novi Zeland

Europa
- Austrija
- Engleska
- Finska
- Grčka
- Irska
- Italija
- Luksemburg
- Njemačka
- Nizozemska
- Norveška
- Švedska
- Škotska
- Wales

## Galerija
- Članice društva u razgledu poznate zvjezdarnice u južnoj četvrti Londona, Greenwichu.
- Neva Morris, jedna od najstarijih članica društva, s crvenim klobukom.
- Zgrada podružnice u Indiji.
- Članice društva u razgovoru.

## Vanjske poveznice
- (engl.) redhatsociety.com - Službene stranice društva
- (engl.) RHS - vremenska crta društva  Arhivirana inačica izvorne stranice od 22. travnja 2016. (Wayback Machine)